# Таранчиев, Исмаилбек
Исмаилбек Таранчиев (6 апреля 1923, пос. Беш-Кунгей, Джетысуйская область — 18 марта 1944, близ Нарвы) — советский военный лётчик, Герой Советского Союза (1991, посмертно). Проходил службу в 566-м штурмовом авиационном полку (277-я штурмовая авиационная дивизия, 13-я воздушная армия, Ленинградский фронт), младший лейтенант.

## Биография
Исмаилбек Таранчиев родился 6 апреля 1923 года в посёлке Беш-Кунгей (ныне — в Аламудунском районе Чуйской области) в крестьянской семье.
Окончил 8 классов. В Красную Армию вступил в июне 1941 года. В 1943 году окончил 3-ю Чкаловскую военную авиационную школу пилотов.
В боях Великой Отечественной войны принимал участие с января 1944 года. Член ВКП(б) с 1944 года. 26 февраля 1944 года в составе группы при штурмовке аэродрома в Тарту лично поджёг три вражеских самолёта.
18 марта 1944 года на самолёте Ил-2 совершил 35 боевых вылетов на штурмовку объектов противника. С группой из четырёх самолётов, выполняя задание в районе Яамакюле, Кярикуюла, Ластиколония, Синимяэ (Эстонская ССР), направил горящий самолёт в скопление вражеских танков.
Вместе с Исмаилбеком Таранчиевым во время тарана погиб его воздушный стрелок Алексей Иванович Ткачёв.

## Награды
- Герой Советского Союза (5 мая 1991 года, посмертно);
- Орден Отечественной войны I степени (29.04.1944), первоначально посмертно представлен к званию Героя Советского Союза[1];
- Орден Красной Звезды (22.02.1944)[4];
- Медаль «За оборону Ленинграда» (15.01.1944)[5];
- Медали СССР.

## Память
- В Эстонии, в волости Вайвара, на месте падения Ил-2 И. Таранчиева установлен памятный знак[3].
- Именем И. Таранчиева названа улица в селе Беш-Кунгей Кыргызстана[3].
- В 2015 году к 70-летию Победы почтой Республики Кыргызстан была выпущена почтовая марка, посвящённая Исмаилбеку Таранчиеву.
- С декабря 2017 года имя Исмаилбека Таранчиева носит штурмовик Су-25 российской военной авиабазы Кант в Кыргызстане[6].